# Okres Malacky
Malacky is een district (Slowaaks: Okres) in de Slowaakse regio Bratislava. De hoofdstad is Malacky. Het district bestaat uit 2 steden (Slowaaks: Mesto) en 24 gemeenten (Slowaaks: Obec).

## Steden
- Malacky
- Stupava

## Lijst van gemeenten
| - Borinka - Gajary - Jablonové - Jakubov - Kostolište - Kuchyňa - Láb - Lozorno | - Malé Leváre - Marianka - Pernek - Plavecké Podhradie - Plavecký Mikuláš - Plavecký Štvrtok - Rohožník - Sološnica | - Studienka - Suchohrad - Veľké Leváre - Vysoká pri Morave - Záhorská Ves - Závod - Zohor |

Bratislava I · II · III · IV · V · Malacky · Pezinok · Senec